# Sass István (orvos)
Sass István (Borjád, 1822. február 23. – Szekszárd, 1891. december 3.) orvosdoktor, megyei főorvos.

## Életpályája
Édesapja, Sass István (1786–1836) szintén orvos volt. Iskoláit Sárszentlőrincen kezdte; ekkor ismerkedett meg az itt tanuló Petőfivel (akivel való barátsága a nagy költő haláláig tartott), a gimnáziumi tanulmányait Sopronban folytatta; az orvosiakat pedig Pesten és Bécsben végezte.
Petőfi 1845 őszén itt vendégeskedett, néhány versét – köztük A magyar nemes, a Szerelem átka és A négyökrös szekér címűeket – itt írta.
1847-48-ban Sauer Ignác belkórházában tanársegéd, majd Balassa Jánosnak is tanítványa volt. Az 1848–49-es forradalom és szabadságharc alatt az esztergomi országos kórház igazgatója volt, majd Görgei Artúr táborában lett főorvos. Ott volt a világosi fegyverletételnél is, mely után Lumniczer Sándor orvos-tanárral együtt Aradra internálták.
1850-ben Ozorán, fél évvel utána Tamásiban Eszterházy herceg uradalmi orvosaként telepedett le és itt lakott 1865-ig, amikor Tolna vármegye főorvosának választották meg, ekkor Szekszárdra költözött. Az Országos Közegészségi Tanácsnak megalakulásakor rendkívüli tagja lett. 1872-ben a Ferenc József-rend lovagkeresztjével tüntették ki.

## Családja
Fia, Sass István, szintén orvos, 1889-ben kapta orvosi diplomáját, Budapesten a Rudas gyógyfürdő igazgatója volt.

## Munkái

### Könyvek
- Orvostudori értekezés. A szélütés. Pest, 1847
- Az orvosi illedelemről. Szegszárd, 1881

### Orvostudományi témájú írások
Cikkei az Orvosi Tárban (1848. A cholera elleni szerekről); az Orvosi Hetilapban (1858. Az ebdühről, 1862. A váltólázas senys, A marhavész ellen használt beoltás sikere, A vérnyomás következményeiről szívbajoknál, A szoptatásról, 1863. A beszédszervek hűdése ép emlékezés mellett és így valószínűleg nem egy székhely az agyban, A rásztkór fogalma és oktanáról, 1865. Visszatérő láz, Agyvérbőség különösen vérfogyottaknál, 1885. Egészségügyi közeg-szükséglet a törvényhatóságokban és közegészségügyi közigazgatásban); az Egészségi Tanácsadóban (1866. A kanyaró vagy vereshimlő óvszabályai); a Magyar orvosok és természetvizsgálók Munkálataiban (XVII. Bpest, 1875. A közegészségügy a társadalomban).

### Újságcikkek Petőfiről
Cikkei a Pesti Hirlapban (1879. 246. sz. és P. Naplóban 215. Petőfi katonás életéről); a Honban (1879. 211. sz. e. k. Petőfi arczképének kérdéséhez); a Vasárnapi Ujságban (1883. 50. sz. Petőfi beáll katonának, 50. sz. Petőfi gyermekkorából, 1884. Petőfi katonáskodása Sopronban, 34. sz. Ünnepi beszéde a sár-szent-lőrinczi Petőfi-ünnepen, Petőfi mint obsitos, 52. sz. Látogatás öreg Petőfiéknél, 1887. 1. sz. Petőfi mint Pönögei Kis Pál megérkezik Pestre, 1888. 45. sz. Petőfi megkéri Kappel Emiliát); a Koszorúban (1883. Petőfi viszonyáról Szendrey Juliához).